# Acyrthosiphon phaseoli
Acyrthosiphon phaseoli är en insektsart som beskrevs av Chakrabarti, A.K. Ghosh och D.N. Raychaudhuri 1971. Acyrthosiphon phaseoli ingår i släktet Acyrthosiphon och familjen långrörsbladlöss. Inga underarter finns listade i Catalogue of Life.